# Wes Sims
Pour les articles homonymes, voir Sims.
Wesley Edward Sims, né le 12 octobre 1979, est un pratiquant américain d'arts martiaux mixtes (MMA).

## Palmarès en MMA
| 22 victoires (9 KO's, 8 sousmissions), 13 défaites. |          |                    |                                         |                                                |       |       |                          |
| Date                                                | Résultat | Adversaire         | Méthode                                 | Événement                                      | Round | Temps | Endroit                  |
| 2010-01-30                                          | Loss     | Bobby Lashley      | TKO (Punches)                           | Strikeforce: Miami                             | 1     | 2:06  | Sunrise, US              |
| 2008-11-28                                          | Win      | Jason DeAngelo     | KO (Punches)                            | FCFS 29 – Battlefield 2                        | 1     | 0:18  | Fort Wayne, US           |
| 2008-06-28                                          | Win      | Clifford Coon      | Submission (Kneebar)                    | FCFS 26 – Beach-N-Brawl                        | 1     | 1:32  | Fort Wayne, US           |
| 2008-06-28                                          | Win      | William Clifford   | Submission (Guillotine Choke)           | FCFS 26 – Beach-N-Brawl                        | 1     | 2:12  | Fort Wayne, US           |
| 2008-06-07                                          | Loss     | Steve Bosse        | Submission (Ankle Lock)                 | TKO 34 – Sims VS Bosse                         | 1     | 3:05  | Montréal, Canada         |
| 2007-09-29                                          | Loss     | Travis Fulton      | Decision (Unanimous)                    | FF – Capitol Punishment                        | 3     | 5:00  | Columbus, US             |
| 2007-07-07                                          | Loss     | Chris Guillen      | TKO (Unable to continue)                | IFO – Fireworks in the Cage                    | 2     | 5:00  | Las Vegas, US            |
| 2007-06-16                                          | Win      | Daniel Long        | TKO (Punches)                           | FCFS 12 – Bloodsport                           | 1     | 4:01  | Fort Wayne, US           |
| 2007-05-11                                          | Loss     | Chris Guillen      | Decision (Unanimous)                    | UAFC – Art of War 2                            | 3     | 5:00  | Dallas, US               |
| 2007-03-22                                          | NC       | Van Palacio        | No Contest                              | PFC 2 – Fast and Furious                       | 1     | 0:54  | Lemoore, US              |
| 2007-02-10                                          | Win      | William Jaggers    | Submission (Strikes)                    | FCFS 7-Fight Club                              | 1     | 0:28  | Fort Wayne (Indiana), US |
| 2006-12-09                                          | Win      | Albert Palmer      | Submission (Strikes)                    | FOG – Fists of Furry                           | 1     | 0:54  | Richmond (Indiana), US   |
| 2006-10-27                                          | Win      | Anton Cano         | DQ (groin kick)                         | MMA – Mexico                                   | 2     | 0:08  | Monterrey, Mexico        |
| 2006-10-06                                          | Win      | Kimo Leopoldo      | TKO (Referee Stoppage)                  | Extreme Wars 5 – Battlegrounds                 | 1     | 1:13  | Honolulu, US             |
| 2006-09-16                                          | Win      | Robert Hogan       | KO                                      | FCFS 3 – Full Contact Fight Series             | 1     | 1:07  | Auburn, US               |
| 2006-09-02                                          | Win      | Jabari Hawthorne   | KO (Knees)                              | HHCF 27 – Rumble at the Rodeo 2                | 1     | 0:36  | Chillicothe, US          |
| 2006-06-17                                          | Win      | Paul Bowers        | Submission                              | UFS 2 – Ultimate Fight Series 2                | 1     | 0:39  | Auburn, US               |
| 2006-06-03                                          | Loss     | Daniel Gracie      | Technical Submission (Rear Naked Choke) | IFL – Championship 2006                        | 1     | 2:42  | Atlantic City, US        |
| 2006-04-15                                          | Win      | Buddy Butler       | Submission (Strikes)                    | UFS – Ultimate Fight Series                    | 1     | 0:50  | Auburn, US               |
| 2006-03-03                                          | Draw     | Daniel Gracie      | Technical Draw                          | GFC – Team Gracie vs Team Hammer House         | 2     | 5:00  | Columbus (Ohio), US      |
| 2005-11-13                                          | Win      | Jyunpei Hamada     | Submission (Triangle Choke)             | RFN 2 – Ryukyu Fight Night 2                   | 1     | 3:07  | Okinawa, Japon           |
| 2005-09-03                                          | Win      | Dustin Sutton      | TKO (punches)                           | HHCF 22 – Rumble at the Rodeo                  | 1     | 0:36  | Chillicothe (Ohio), US   |
| 2005-08-26                                          | Win      | Shane Lightle      | KO (punch)                              | HHCF 21 – Redemption                           | 1     | 1:54  | Columbus (Ohio), US      |
| 2004-12-12                                          | Loss     | Tim Sylvia         | TKO (Punches)                           | SB 38 – SuperBrawl 38                          | 1     | 1:32  | Honolulu, US             |
| 2004-11-20                                          | Loss     | Antoni Hardonk     | Submission (Keylock)                    | K-1 Fighting Network Rumble on the Rock 2004   | 1     | 4:24  | Honolulu, US             |
| 2004-09-10                                          | Win      | Joe Mellotte       | Submission (strikes)                    | EFC 9 – Extreme Fighting Challenge 9           | 1     | 1:00  | Cleveland, US            |
| 2004-09-05                                          | Loss     | Ricardeau Francois | TKO                                     | APEX – Genesis                                 | 2     | 0:26  | Montréal, Canada         |
| 2004-04-02                                          | Loss     | Mike Kyle          | KO (Punch)                              | UFC 47: It's On                                | 1     | 4:59  | Las Vegas, US            |
| 2004-01-31                                          | Loss     | Frank Mir          | KO (Strikes)                            | UFC 46: Supernatural                           | 2     | 4:21  | Las Vegas, US            |
| 2003-06-06                                          | Loss     | Frank Mir          | DQ (Stomping a Downed Opponent)         | UFC 43: Meltdown                               | 1     | 2:55  | Las Vegas, US            |
| 2002-12-13                                          | Win      | Marcus Silveira    | TKO                                     | HOOKnSHOOT – Absolute Fighting Championships 1 | 2     | 2:13  | Fort Lauderdale, US      |
| 2002-10-19                                          | NC       | Edwin Allseitz     | No Contest                              | HHCF 3 – Unfinished Fury                       |       |       | Lancaster, US            |
| 2002-05-11                                          | Win      | Mike Shepard       | Submission (Guillotine Choke)           | WEF 12 – World Extreme Fighting 12             | 1     | 3:00  | Steubenville, US         |
| 2002-05-04                                          | Win      | John Harmon        | Submission (Triangle Choke)             | HHCF 1 – Backyard Brawl                        |       |       | Lancaster, US            |
| 2002-03-23                                          | Win      | Joe Mellotte       | Submission (Triangle Choke)             | OCF – Ohio Cage Fights                         |       |       | Delaware, US             |
| 2002-05-15                                          | Win      | Josh Mueller       | N/A                                     | UW – St. Cloud 1                               | 1     | 1:18  | St. Cloud, US            |
| 2002-01-26                                          | Win      | Mike Paduano       | TKO (Refusal to fight)                  | RSF 7 – Animal Instinct                        | 1     | 0:00  | Lakeland, US             |
| 2001-06-23                                          | Loss     | Dan Severn         | Decision                                | RSF 2 – Attack at the Track                    | 3     | 4:00  | Chester, US              |